# Stelzerbach (Rötschbach)
Der Stelzerbach ist ein gut 0,2 Kilometer langer Waldbach im Gebiet der Marktgemeinde Semriach im Bezirk Graz-Umgebung in der Steiermark. Er entspringt im östlichen Grazer Bergland am südlichen Hang des Windhofkogels und mündet dann von rechts kommend in den Rötschbach.

## Verlauf
Der Stelzerbach entsteht in einem Waldgebiet am südlichen Hang des Windhofkogels auf etwa 798 m ü. A. südöstlich des Ortsteils Mittlerer Windhof.
Der Bach fließt anfangs im Waldgebiet relativ gerade nach Südsüdwesten. Nach etwa 130 Meter ändert er seinen Kurs nach Süden und bleibt auf diesem relativ geraden Lauf auch bis zu seiner Mündung. Einige Meter vor seiner Mündung unterquert der Stelzerbach eine Straße. Der Stelzerbach fließt durch einen Graben, der im Westen und Osten von einer Anhöhe gebildet wird.
Der Stelzerbach mündet nach gut 0,2 Kilometer langem Lauf mit einem mittleren Sohlgefälle von rund 21 % etwa 55 Höhenmeter unterhalb seines Ursprungs direkt südlich einer Straße, etwa 450 Meter südlich des Ortsteils Mittlerer Windhof und etwa 400 Meter nordwestlich der Streusiedlung Oberrötschbach in den als Oberer Rötschbach bezeichneten Oberlauf des Rötschbaches.
Auf seinem Lauf nimmt der Stelzerbach keine anderen Wasserläufe auf.